# Liste der Einträge im National Register of Historic Places im Drew County
Die Liste der Registered Historic Places im Drew County führt alle Bauwerke und historischen Stätten im Drew County in Arkansas auf, die in das National Register of Historic Places aufgenommen wurden.

## Aktuelle Einträge
| Lfd. Nr. | Name                                                       | Bild | Datum der Eintragung | Adresse/Lage                                                              | Ort        | ID-Nr.    | Beschreibung |
| -------- | ---------------------------------------------------------- | ---- | -------------------- | ------------------------------------------------------------------------- | ---------- | --------- | ------------ |
| 1        | Arkansas A&M College 4th District Faculty House            |      | 9. Mai 2022          | 481 University Drive                                                      | Monticello | 100007719 |              |
| 2        | Arkansas Agricultural and Mechanical College Student Union |      | 14. Sep. 2021        | 346 University Drive                                                      | Monticello | 100006921 |              |
| 3        | Bank of Tillar                                             |      | 9. Mai 2022          | 168 South Railroad St.                                                    | Tillar     | 100007720 |              |
| 4        | Garvin Cavaness House                                      |      | 23. Mai 1980         | 404 S. Main St.                                                           | Monticello | 80000775  |              |
| 5        | Drew County Courthouse                                     |      | 17. Okt. 1997        | 210 S. Main St.                                                           | Monticello | 97001226  |              |
| 6        | Champ Grubbs House                                         |      | 20. Nov. 1992        | AR 172 W of New Hope                                                      | New Hope   | 92001619  |              |
| 7        | Robert Lee Hardy House                                     |      | 26. Apr. 1982        | 207 S. Main St.                                                           | Monticello | 82002113  |              |
| 8        | Hotchkiss House                                            |      | 12. Dez. 1976        | 509 N. Boyd St.                                                           | Monticello | 76000404  |              |
| 9        | Jerome Elementary School No. 22                            |      | 28. Sep. 2005        | N. Louisiana Bvd.                                                         | Jerome     | 05001068  |              |
| 10       | Lambert House                                              |      | 22. Dez. 1983        | 204 W. Jackson St.                                                        | Monticello | 83003545  |              |
| 11       | Look See Tree                                              |      | 23. Jan. 2008        | SW. corner Jct. of AR 83 & Pleasant Springs Rd.                           | Coleman    | 07001427  |              |
| 12       | Monticello Commercial Historic District                    |      | 23. Sep. 2011        | Bounded roughly by Trotter Ave., Edwards St., Railroad Ave. & Chester St. | Monticello | 11000688  |              |
| 13       | Monticello Confederate Monument                            |      | 26. Apr. 1996        | Oakland Cemetery, E of jct. of Oakland Ave. and Hyatt St.                 | Monticello | 96000449  |              |
| 14       | Monticello North Main Street Historic District             |      | 18. Feb. 1979        | Irregular pattern along Westwood Ave. and N. Main St.                     | Monticello | 79000437  |              |
| 15       | Monticello Post Office                                     |      | 14. Aug. 1998        | 211 W. Gaines St.                                                         | Monticello | 98000920  |              |
| 16       | Ridgeway Hotel Historic District                           |      | 22. Jan. 2009        | 200-206 East Gaines St.                                                   | Monticello | 08000952  |              |
| 17       | Rough and Ready Cemetery                                   |      | 22. Nov. 1999        | Approx. 1 mi. SE of Monticello Civic Center on AR 19                      | Monticello | 99001376  |              |
| 18       | St. Mary’s Episcopal Church                                |      | 4. Apr. 1996         | 115 S. Main St.                                                           | Monticello | 96000352  |              |
| 19       | Saline Cemetery                                            |      | 15. Juni 2011        | .3 mi. S. of jct. of US 278 & Allis Rd.                                   | Wilmar     | 11000353  |              |
| 20       | Science Building                                           |      | 12. Mai 2021         | 562 University Drive                                                      | Monticello | 100006534 |              |
| 21       | Selma Methodist Church                                     |      | 22. Sep. 1972        | N of AR 4 in town of Selma                                                | Selma      | 72000202  |              |
| 22       | Selma Rosenwald School                                     |      | 2. März 2006         | Selma-Collins Rd., approx. 0.25 mi. S of US 278                           | Selma      | 06000069  |              |
| 23       | Taylor Log House and Site                                  |      | 16. Okt. 1995        | AR 138 W of Winchester                                                    | Winchester | 95001168  |              |
| 24       | Frank Tillar Memorial Methodist Episcopal Church, South    |      | 4. Juni 1997         | W. Railroad St., N of AR 277                                              | Tillar     | 97000525  |              |
| 25       | Veasey-DeArmond House                                      |      | 14. Sep. 1989        | AR 81, 15 mi. N of Monticello                                             | Lacey      | 89001424  |              |